# Liste der Monuments historiques in Jametz
Die Liste der Monuments historiques in Jametz führt die Monuments historiques in der französischen Gemeinde Jametz auf.

## Liste der Objekte
| Bezeichnung                                | Beschreibung                           | Standort                                | Kennzeichnung | Schutzstatus | Datum | Bild |
| ------------------------------------------ | -------------------------------------- | --------------------------------------- | ------------- | ------------ | ----- | ---- |
| Skulptur Heilige Barbara                   | Holz, farbig gefasst, 18. Jahrhundert  | in der Kirche St-Pierre-ès-Liens (Lage) | PM55001929    | Inscrit      | 1995  |      |
| Skulptur Petrus                            | Stein, farbig gefasst, 18. Jahrhundert | in der Kirche St-Pierre-ès-Liens (Lage) | PM55001152    | Classé       | 1996  |      |
| Skulptur Heiliger Donatus von Münstereifel | Holz, farbig gefasst, 18. Jahrhundert  | in der Kirche St-Pierre-ès-Liens (Lage) | PM55001931    | Inscrit      | 1981  |      |
| Skulptur Madonna mit Kind                  | Holz, farbig gefasst, 18. Jahrhundert  | in der Kirche St-Pierre-ès-Liens (Lage) | PM55001932    | Inscrit      | 1980  |      |
| Kruzifix                                   | Holz, farbig gefasst, 18. Jahrhundert  | in der Kirche St-Pierre-ès-Liens (Lage) | PM55001930    | Inscrit      | 1995  |      |